# خسوف القمر نوفمبر 2003
| الخسوف الكلي للقمر في 8-9 نوفمبر 2003                                                 | الخسوف الكلي للقمر في 8-9 نوفمبر 2003 |
| ------------------------------------------------------------------------------------- | ------------------------------------- |
| صورة لحظة حدوث الخسوف الكلي للقمر من مدينة مينيابوليس، 01:16 بالتوقيت العالمي المنسق. |                                       |
| مسار القمر عبر ظل الأرض                                                               |                                       |
| دورة ساروس                                                                            | 126 (45 من 72)                        |
| غاما                                                                                  | -0.4319                               |
| قدر الخسوف                                                                            | -1.0221                               |
| المدة (hr: mn: sc)                                                                    |                                       |
| الكلي                                                                                 | 21:58                                 |
| الجزئي                                                                                | 3:31:25                               |
| شبه الظل                                                                              | 6:03:09                               |
| التوقيت (UTC)                                                                         |                                       |
| P1                                                                                    | 22:16:59 (8 نوفمبر)                   |
| U1                                                                                    | 23:32:50 (8 نوفمبر)                   |
| U2                                                                                    | 1:07:34                               |
| أعظم                                                                                  | 1:18:34                               |
| U3                                                                                    | 1:29:32                               |
| U4                                                                                    | 3:04:15                               |
| P4                                                                                    | 4:20:08                               |
| حركة القمر بالساعة عبر ظل الأرض في كوكبة برج الحمل.                                   |                                       |

حدث خسوف كلي للقمر في 9 نوفمبر 2003، وهو الخسوف الثاني من خسوفين كليين حدثا للقمر في عام 2003، وكان الأول في 16 مايو 2003.  وهو أول خسوف كلي للقمر حدث في القرن الحادي والعشرين والذي حدث في يوم الحضيض القمري.
كان هذا الخسوف الخسوف الأخير من بين 14 خسوفًا للقمر لـ دورة ساروس 126 والتي بدأت في 19 يونيو 1769 وانتهت في 9 نوفمبر 2003.

## معرض الصور

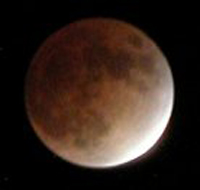
غراند رابيدز، ميشيغان، 0:58 UT
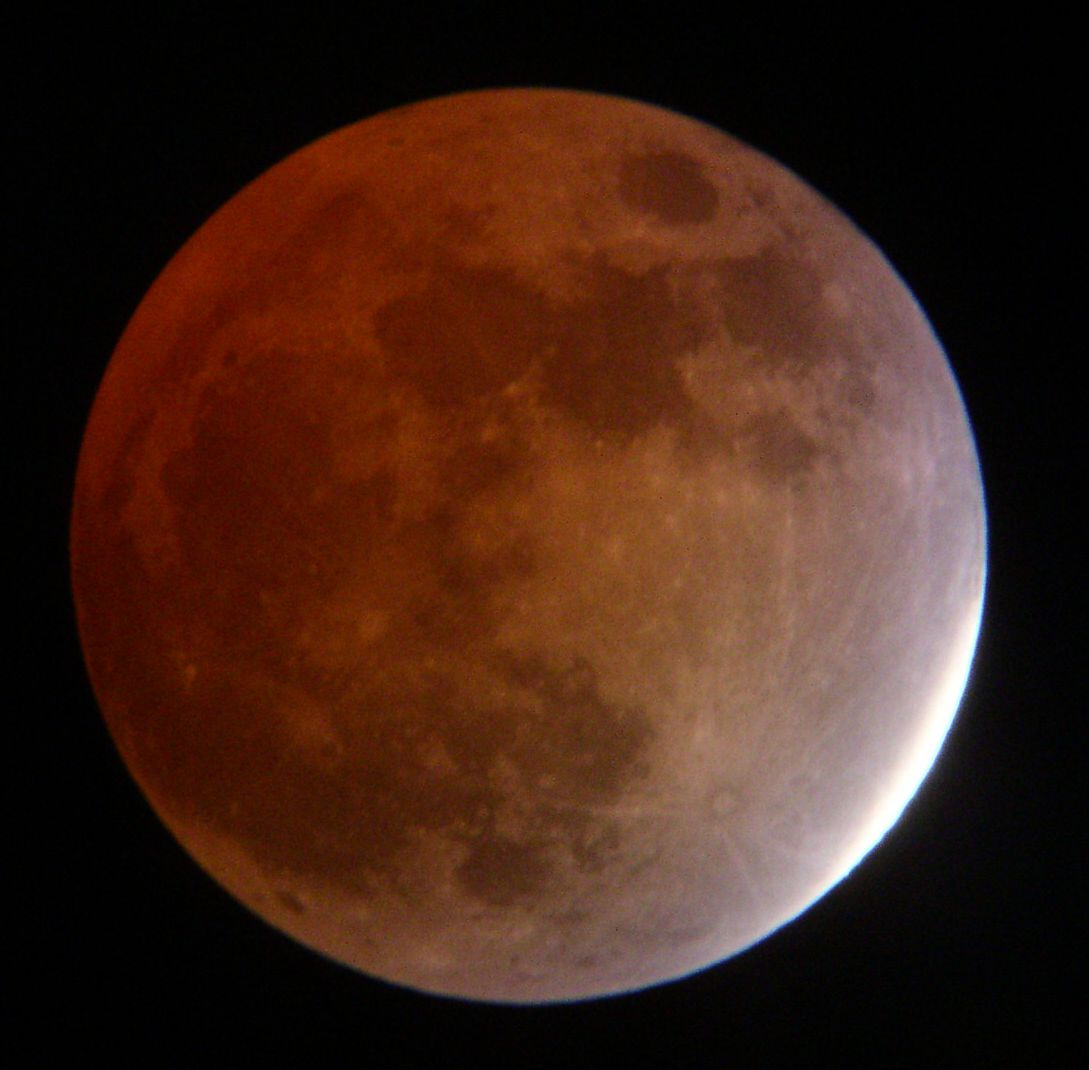
مينيابوليس، مينيسوتا، 1:00 UT
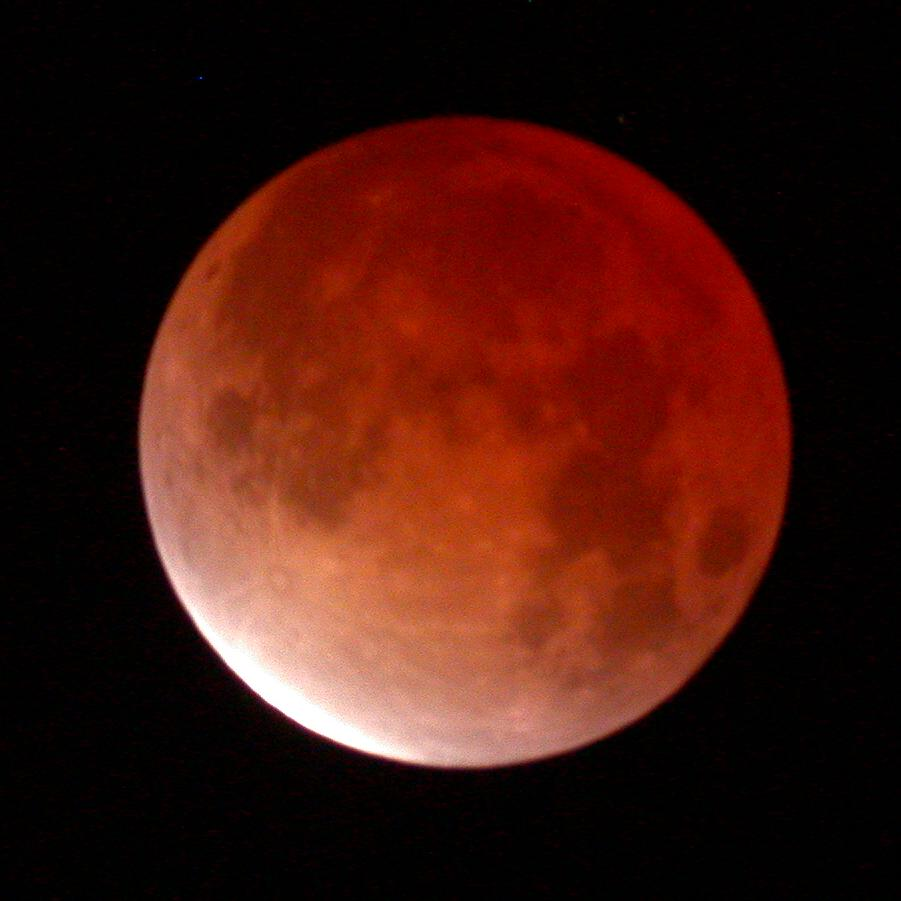
أودينارد، بلجيكا، 1:08 UT
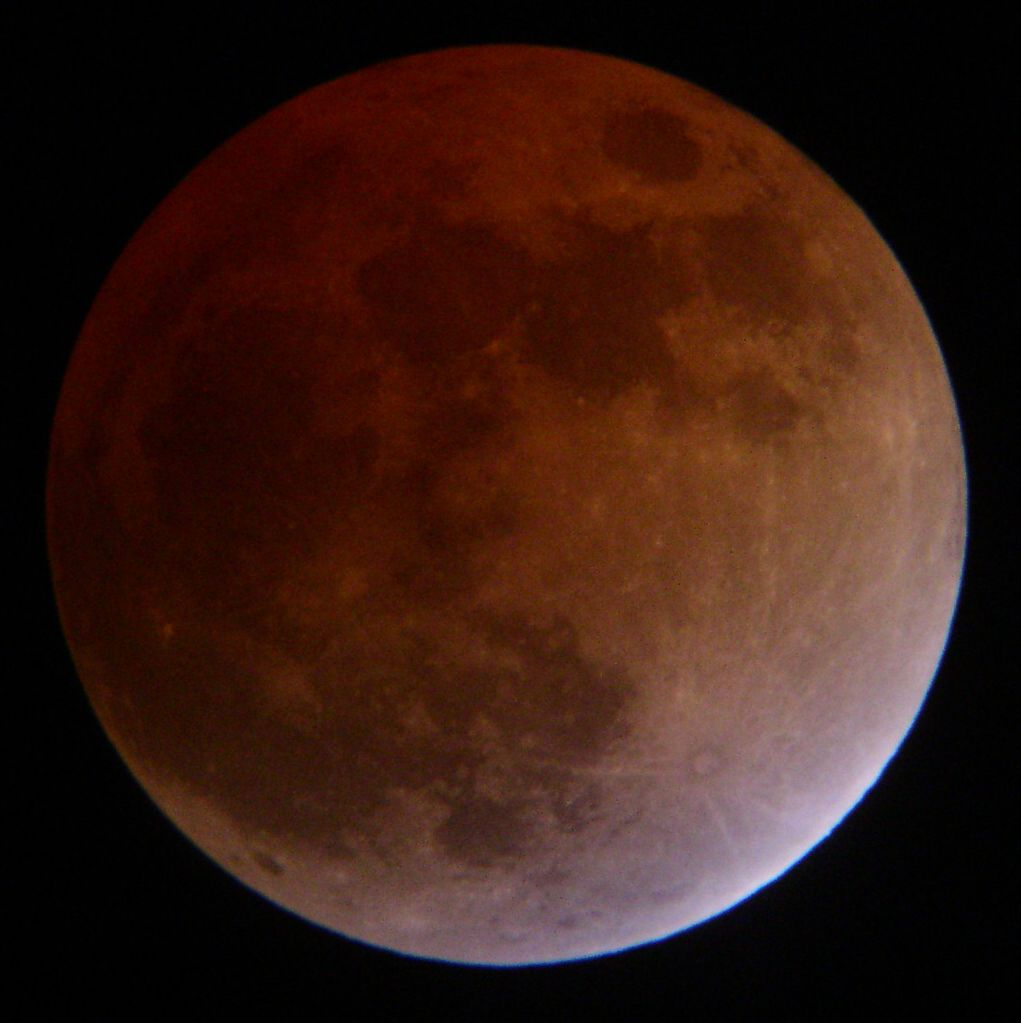
مينيابولي، مينيسوتا، 1:24 UT
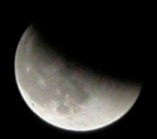
غراند رابيدز، ميشيغان، 2:28 UT

## كسوفات وخسوفات أخرى

### كسوفات وخسوفات 2003
- خسوف كلي للقمر في 16 مايو.
- كسوف حلقي للشمس (حد واحد) في 31 مايو.
- خسوف كلي للقمر في 9 نوفمبر.
- كسوف كلي للشمس في 23 نوفمبر.

### دورة السنة القمرية
وهو الخسوف الثاني من أربع دورات للسنة القمرية، وتتكرر كل 354 يومًا.
| خسوفات القمر 2002-2005 | خسوفات القمر 2002-2005 | خسوفات القمر 2002-2005 | خسوفات القمر 2002-2005 | خسوفات القمر 2002-2005 | خسوفات القمر 2002-2005 | خسوفات القمر 2002-2005 | خسوفات القمر 2002-2005 | خسوفات القمر 2002-2005 |
| ---------------------- | ---------------------- | ---------------------- | ---------------------- | ---------------------- | ---------------------- | ---------------------- | ---------------------- | ---------------------- |
| العقدة الهابطة         | العقدة الهابطة         | العقدة الهابطة         | العقدة الهابطة         |                        | العقدة الصاعدة         | العقدة الصاعدة         | العقدة الصاعدة         | العقدة الصاعدة         |
| الصورة                 | التاريخ                | النوع                  | غاما                   | الصورة                 | التاريخ                | النوع                  | غاما                   |                        |
| 111                    | خسوف القمر مايو 2002 ‏  | خسوف شبه الظل          | 1.1759                 | 116                    | خسوف القمر نوفمبر 2002 | خسوف شبه الظل          | -1.1127                |                        |
| 121                    | خسوف القمر مايو 2002   | خسوف كلي               | 0.4123                 | 126                    | خسوف القمر نوفمبر 2003 | خسوف كلي               | -0.4319                |                        |
| 131                    | خسوف القمر مايو 2004   | خسوف كلي               | -0.3132                | 136                    | خسوف القمر أكتوبر 2004 | خسوف كلي               | 0.2846                 |                        |
| 141                    | خسوف القمر أبريل 2005 ‏ | خسوف شبه الظل          | -1.0885                | 146                    | خسوف القمر أكتوبر 2005 | خسوف جزئي              | 0.9796                 |                        |
|                        |                        |                        |                        |                        |                        |                        |                        |                        |
| آخر مجموعة             | خسوف القمر يونيو 2002  | خسوف القمر يونيو 2002  | خسوف القمر يونيو 2002  | آخر مجموعة             | خسوف القمر ديسمبر 2001 | خسوف القمر ديسمبر 2001 | خسوف القمر ديسمبر 2001 |                        |
|                        |                        |                        |                        |                        |                        |                        |                        |                        |
| المجموعة التالية       | خسوف القمر مارس 2006   | خسوف القمر مارس 2006   | خسوف القمر مارس 2006   | المجموعة التالية       | خسوف القمر سبتمبر 2006 | خسوف القمر سبتمبر 2006 | خسوف القمر سبتمبر 2006 |                        |

### الدورة الميتونية
هذا الخسوف هو الثاني من بين أربع خسوفات للقمر في الدورة الميتونية في نفس التاريخ، 8-9 نوفمبر، يفصل بين كل منها 19 عامًا:
تتكرر الدورة الميتونية كل 19 عامًا تقريبًا، وتمثل دورة ساروس بالإضافة إلى سنة قمرية واحدة.نظرًا لأنه يحدث في نفس تاريخ التقويم، سيكون ظل الأرض في نفس الموقع تقريبًا بالنسبة إلى نجوم الخلفية.
| 1. 1984 مايو 15.19 ‏ - خسوف شبه الظل (111) 2. 2003 مايو 16.15 - خسوف كلي (121) 3. 2022 مايو 16.17 - خسوف كلي (131) 4. 2041 مايو 16.03 - خسوف شبه الظل (141) | 1. 1984 نوفمبر 08.75 ‏ - خسوف شبه الظل (116) 2. 2003 نوفمبر 09.05 - خسوف كلي (126) 3. 2022 نوفمبر 08.46 - خسوف كلي (136) 4. 2041 نوفمبر 08.19 - خسوف جزئي (146) 5. 2060 نوفمبر 08.17 - خسوف شبه الظل (156) |
| | |

### دورة نصف ساروس
سوف يسبق خسوف القمر خسوف الشمس ويتبعه 9 سنوات و5.5 أيام (نصف ساروس). يرتبط خسوف القمر هذا بخسوفين كليين للشمس في دورة ساروس شمسي 133.
| 3 نوفمبر 1994 | 13 نوفمبر 2012 |
| ------------- | -------------- |
|               |                |

## روابط خارجية
- دورة ساروس 126
- دورة ناسا ساروس 126
- الصور: خسوف القمر 8 نوفمبر 2003
- Spaceweather.com: معرض خسوف القمر 8 نوفمبر 2003